# Celemania
Celemania, también conocido como Ejido Celemania, Estación Celemania o Las Flores, es una pequeña población del estado mexicano de Coahuila, se encuentra ubicada a unos 35 kilómetros al noroeste de la ciudad de Monclova, pertenece al municipio de Nadadores.
Celamania tuvo su origen como una estación del ferrocarril que partiendo de la ciudad de Monclova, la unía con Cuatrociénegas de Carranza y los minerales de Laguna del Rey y Sierra Mojada; este ferrocarril era fundamental para el transporte entre la cuenca carbonífera de Coahuila, donde se encuentra Celamania y los minerales del desierto. Tras la reducción de las actividades ferrocarrileras, Celamania ha diversificado sus actividades económicas principalmente hacia la agricultura, ganadería y harinera, aunque en pequeña escala.
La comunicación además del ferrocarril, es a través de la Carretera federal 30, que lo comunica al oeste con las poblaciones de Sacramento, Lamadrid y Cuatrociénegas, además de San Pedro de las Colonias y Torreón y hacia el este con Nadadores, San Buenaventura y Monclova.

## Explosión del 9 de septiembre de 2007
El 9 de septiembre de 2007 un tractocamión que transportaba 22 toneladas de nitrato de amonio  y circulaba por la Carretera federal 30, se impactó al llegar a Celemania con un vehículo particular, causando su volcadura y posterior incendio. Tras el impacto comenzaron a llegar cuerpos de rescate y periodistas a cubrir el accidente, cuando ocurrió la explosión de las 22 toneladas de explosivo con los que estaba cargado el camión. El estallido causó un cráter de 10 a 20 metros de diámetro y dos de profundidad, en los cuales desapareció por completo la carretera, afectó además a numerosos vehículos que en ese momento se encontraban varados a causa del accidente que acababa de ocurrir, además de dañar numerosas construcciones del poblado. El saldo inicial fue de 23 muertos, entre los que estaban tres periodistas que se encontraban cubriendo el accidente. Sin embargo la realización de las labores de rescate elevaron el número de fallecimientos a 37 el 10 de septiembre.

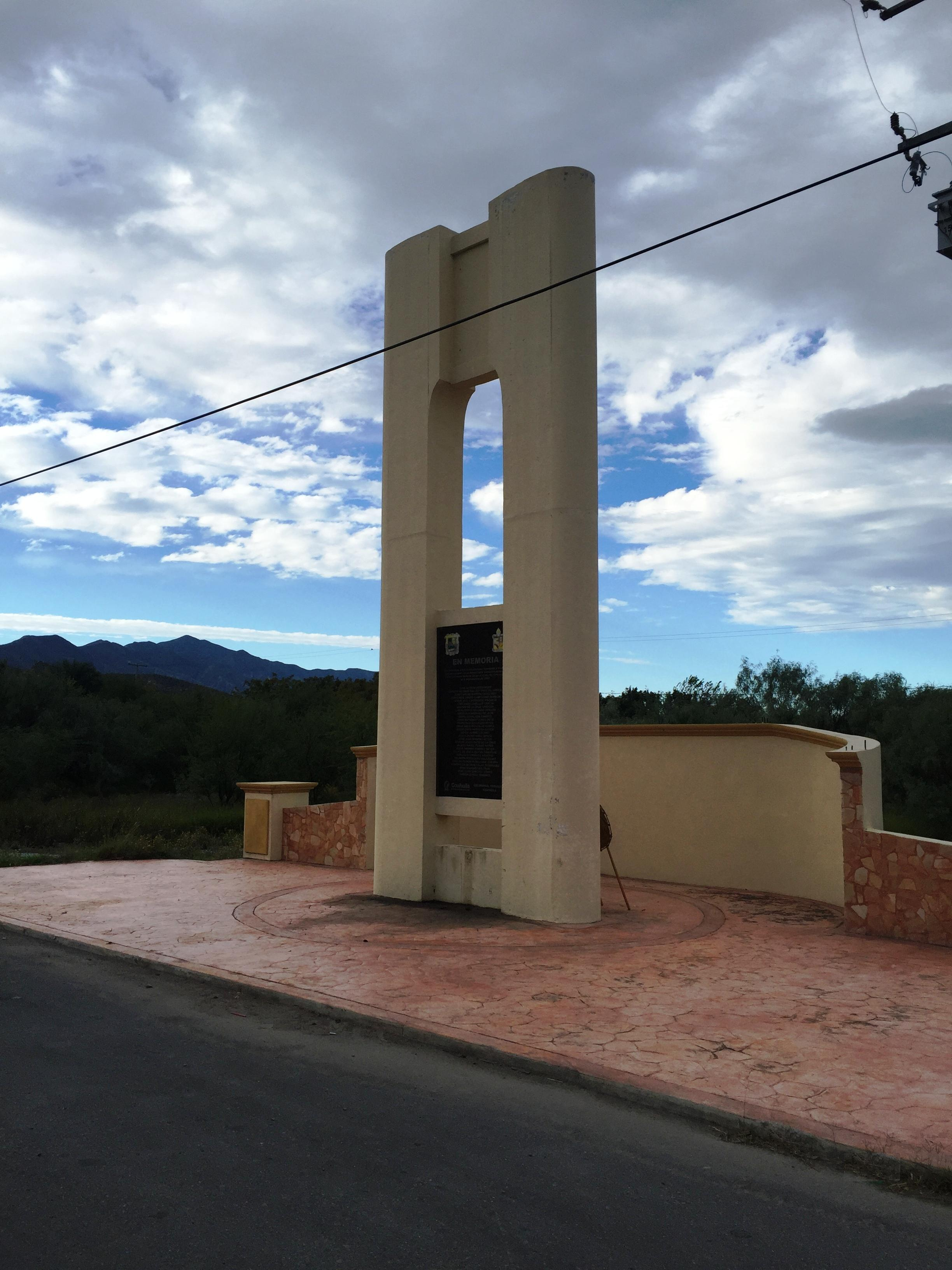
Monumento a las víctimas de la explosión

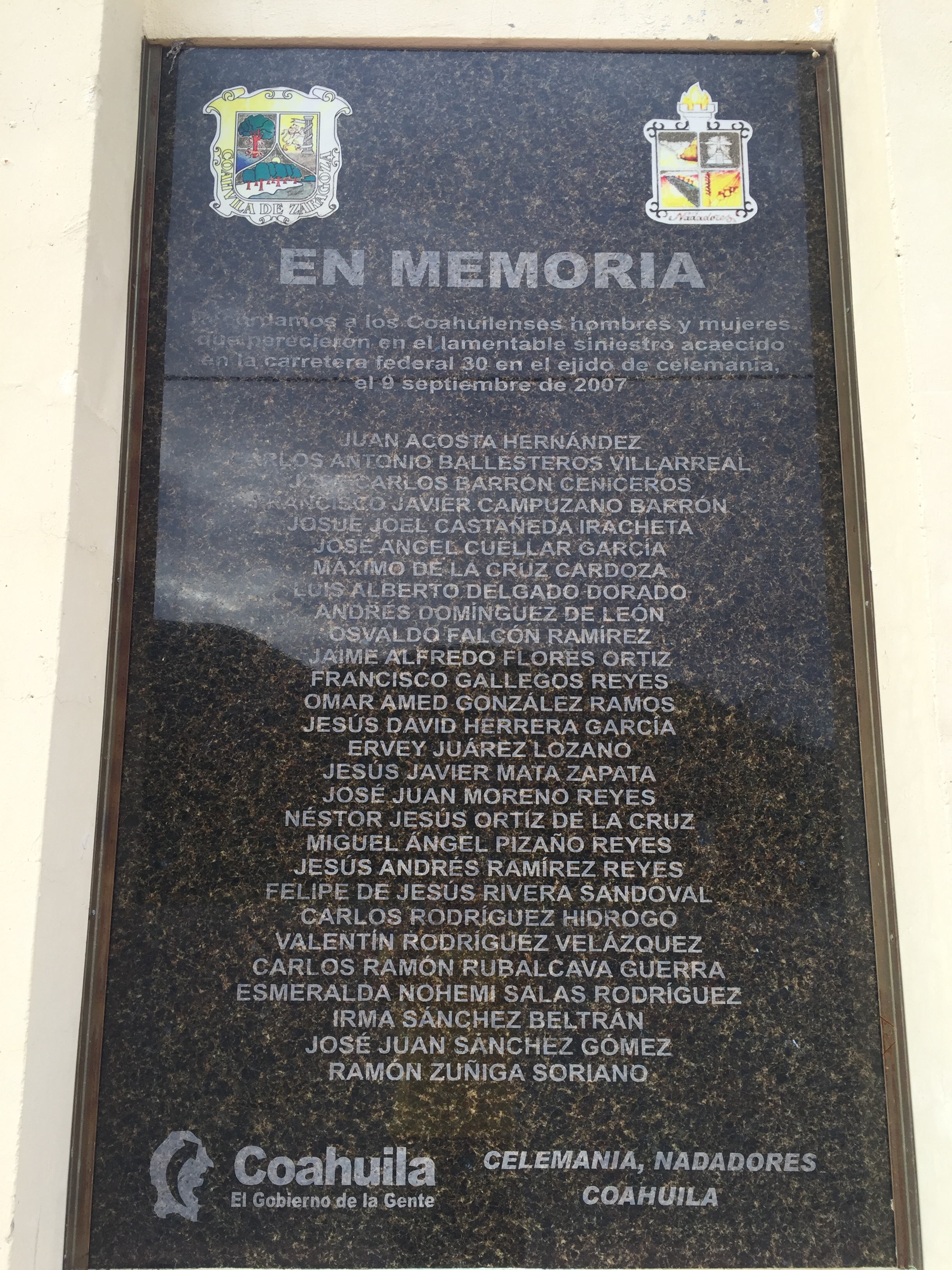
Nombres de las víctimas